# Prot(o)
Prot(o) foi uma banda de rock radicada em Brasília cujas atividades duraram do início de 1999 ao fim de 2007.
Em sua formação original, o grupo contava com o baixista e guitarrista Pedro Ivo; o guitarrista e vocalista Rafa; o baterista Cristóvão e o também vocalista e guitarrista Carlos Pinduca. Em julho de 2001, o guitarrista Tharsis entrou no lugar de Rafa, que passou a se dedicar exclusivamente à também banda de rock, Bois de Gerião.
Fazendo um som que misturava influências de artistas brasileiros, como Mutantes, Roberto Carlos e Inocentes, com bandas internacionais, como Beatles, Mano Negra, The Clash e Mudhoney, o grupo lançou dois CDs (o primeiro em 2003 e o segundo, em 2006) pela gravadora independente Monstro Discos, sediada em Goiânia (GO). Ambos os trabalhos receberam elogios da crítica musical brasileira, figurando na lista de melhores do ano de diversos veículos especializados.
O reconhecimento permitiu que a banda tocasse em alguns dos principais festivais de música brasileiros (Abril Pro Rock, Porão do Rock, Goiânia Noise e Bananada), além ter músicas incluídas na trilha sonora do longa-metragem A Concepção, dirigido por José Eduardo Belmonte, cuja trilha sonora foi vencedora do Festival de Cinema de Brasília do ano de 2006.

## Membros
Compuseram a banda os membros: 
- Pedro Ivo - Baixo, Guitarra
- Rafa - Guitarra -  Vocal
- Cristóvão - Bateria
- Carlos Pinduca - Vocal, Guitarra
- Tharsis - Guitarra

## Discografia
Álbuns de estúdio
- Prot(o) - 2006; Monstro discos[13]
- Prot(o) - 2003; Monstro discos[14]